# 라젠드라 1세
라젠드라 1세(타밀어: இராசேந்திர ௧)는 촐라 제국의 제10대 황제이다. 그는 탄자부르에서 라자라자 1세와 그의 황후 바나반 마하데비 사이에서 태어났고, 라젠드라가 촐라 황좌에 올랐던 1014년에 그의 아버지가 사망할 때까지 1012년부터 그의 아버지와 함께 공동 섭정으로서 정권을 이끌었다. 그의 통치 기간 동안, 촐라 제국은 인도 아대륙에서 정점에 이르렀고, 그것은 무역과 정복을 통해 인도양을 가로질러 그것의 범위를 넓혔고, 라젠드라를 남아시아 너머의 영토를 정복한 단지 몇 안 되는 인도 군주들 중 하나로 만들었다.
어린 시절에, 라젠드라는 촐라군에 가담했고, 그는 서찰루키아와 아누라다푸라의 통치자들을 상대로 여러 차례 전투에서 싸워서, 그에게 첫 승리를 안겨주었다. 그는 체라와 판디아 봉신국들과 스리랑카에서의 반란들을 진압했다. 황제로서, 라젠드라는 아누라다푸라 왕국 정복을 완료했고 스리랑카의 대부분을 제국의 통치하에 두었다. 라젠드라는 칼링가와 벵기 왕국을 무찌르고 라카디브와 몰디브의 섬들을 정벌함으로써 촐라의 통치를 확장했고, 그곳을 그는 문니르 팔란티부 판니라이람("12,000개의 섬과 세 개의 물이 만나는 바다")이라고 이름 붙였다. 이 섬들은 나중에 전략적인 해군 기지로 사용되었다. 그의 동남아시아 전역 동안, 그는 스리위자야, 케다, 탐브라링가, 그리고 페구를 공격하여, 그 지역에서 제국의 지배를 얻고 동남아시아에서 인도의 영향력을 강화했다.
라젠드라는 팔라 제국을 상대로 전쟁을 벌이고 많은 부를 획득했는데, 그는 그것을 촐라 제국의 새로운 수도이자 몇 세기 동안 제국에서 무역과 상업의 중심지 중 하나로 기능하게 되는 강가이콘다촐라푸람을 건설하는 데 사용했다. 그 도시는 인공 호수, 광범위한 요새, 황궁을 둘러싼 해자, 그리고 브리하디스바라 사원으로 유명했다. 라젠드라는 시바파의 추종자였지만 불교를 환영했고 동남아시아와 남인도에 걸쳐 몇 개의 스투파들을 지었다.
라젠드라 치세 동안 믈라카 해협과 다른 몇몇 해안 지역의 통제권을 얻은 이후 "엠포리아"라고 불리는 상업 체계와 같은 새로운 형태의 무역이 출현했다. 엠포리아는 그들의 수요에 따라 상품을 수출하는 것을 의미하며, 제국 내 무역을 수익성 있게 만들고 촐라군을 유지하는 것을 도왔다. 크메르 제국은 주요 동맹국이자 무역 파트너였으며 촐라가 송나라까지 교역망을 확장하는 것을 도왔다. 이 연결은 라젠드라가 중국 선박을 촐라 군대에 통합하는 것을 가능하게 했다. 이 네트워크는 또한 서쪽으로 확장되었는데 촐라는 아라비아, 북아프리카, 아나톨리아 및 튀르크족과 향신료 무역에 종사했다.
라젠드라 1세는 1044년 사망했으며, 그의 아들 라자디라자 1세가 제위를 계승하였다.

## 같이 보기
- 촐라 해군